# Valerio Massimo
Valerio Massimo (in latino Valerius Maximus; Roma, I secolo a.C. – Roma, I secolo d.C.) è stato uno storico romano.

## Biografia
Nulla è certo della vita di questo autore, se non che proveniva da una famiglia povera, residente a Roma da alcune generazioni. Nel 27 avrebbe accompagnato il proconsole Sesto Pompeo (console nel 14 d.C.) in Asia e questi, per ringraziarlo, lo avrebbe aiutato ad entrare nel circolo letterario, del quale il poeta Ovidio fece parte.
Al tempo dell'imperatore Tiberio (14-37) raggiunse l'apice della notorietà e fu anche il massimo periodo di produzione letteraria, specie dopo la caduta del prefetto del pretorio Seiano, esecrato tra gli esempi di ingratitudine.

### Opera
Dopo aver accompagnato nel suo proconsolato in Asia il suo protettore Sesto Pompeo, Valerio Massimo scrisse un manuale di esempi retorico-morali, i Factorum et dictorum memorabilium libri IX (31). Opera erudita di carattere divulgativo, raccoglieva fatti e aneddoti ripresi da fonti diverse (tra le quali Cicerone, Tito Livio, Varrone e, fra i greci, Erodoto e Senofonte in particolare), suddivisi in nove libri (un ipotetico decimo libro potrebbe essere andato perduto) e novantacinque categorie di vizi e virtù, al loro interno suddivisi in romani ed esterni.
Tratti per la maggior parte dalla storia romana e, in misura minore, da quella greca, gli aneddoti hanno un carattere moraleggiante. La modesta finalità dell'autore è infatti quella di portare al lettore exempla (esempi) attraverso i comportamenti virtuosi (oppure tramite quelli più sleali) dei grandi uomini del passato, di modo che i retori, a cui questa opera sembra essere indirizzata, potessero farne uso nei loro discorsi per dare peso alle loro argomentazioni.
L'opera di questo autore si propone anche di essere un'edificante e piacevole lettura per il lettore occasionale, non necessariamente colto nell'arte della retorica.
Valerio Massimo fu più volte usato e citato dagli autori latini successivi. Nel IV secolo dalla sua opera furono tratti due compendi; uno, che ci è giunto integralmente, di Giulio Paride (riduzione a un solo libro, una sorta di manuale di rapida consultazione per accompagnare discorsi con exempla) l'altro, che si arresta al III libro, di Nepoziano (Januarius Nepotianus).